# Liubartas

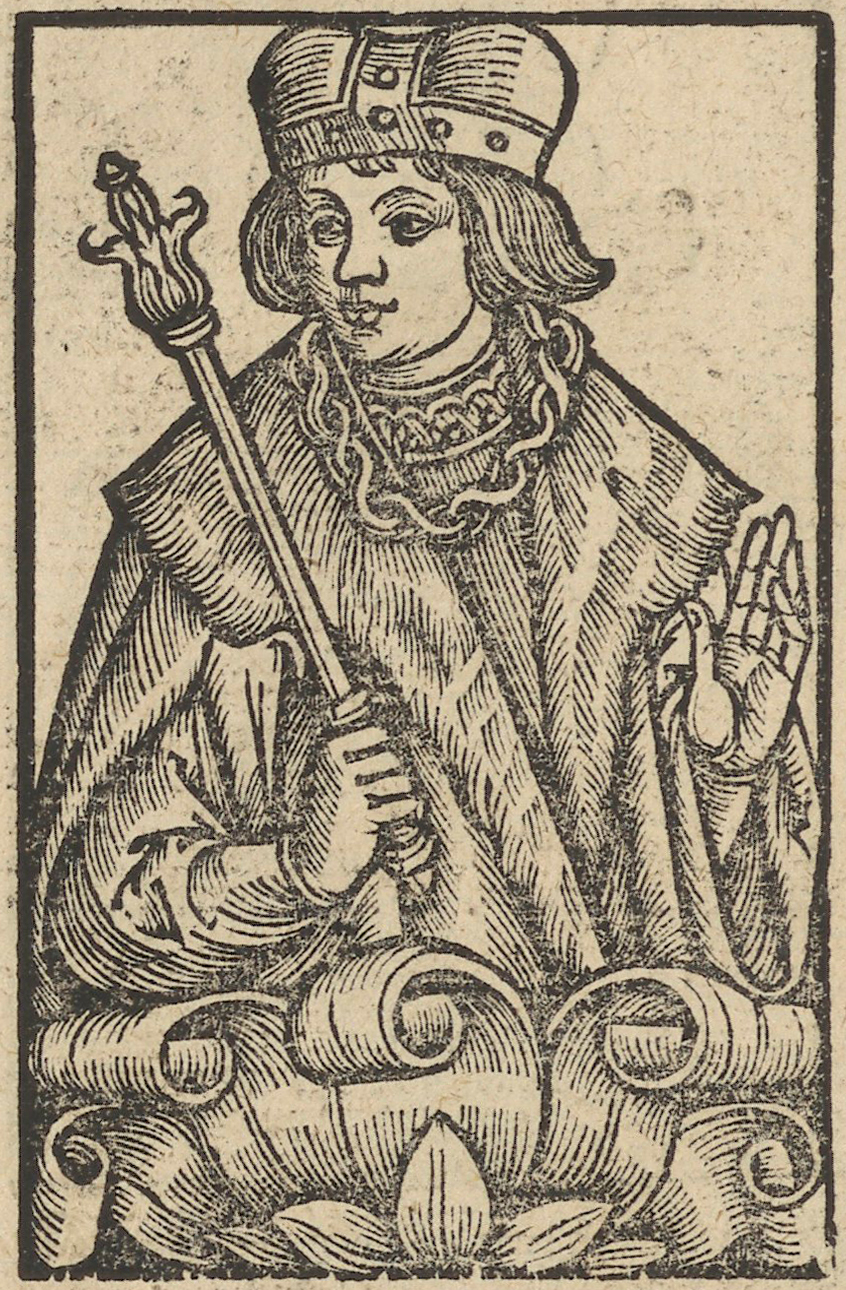
Porträt von Liubartas von Bartosz Paprocki aus dem Jahr 1578

Liubartas († um 1385) war ein litauisch-ruthenischer Fürst von Wolhynien.

## Biografie
Er war der jüngste Sohn von Großfürst Gediminas und der Herrscher von Geranainys (heutiger Rajon Iuje). Um 1322 heiratete er Jewfemija, die wahrscheinlich eine Tochter des Fürsten Andrij Jurijowytsch von Galizien-Wolhynien war. Es ist möglich, dass Liubartas durch die Heirat in Teilen Wolhyniens herrschen durfte, die er für sich beanspruchte. Liubartas trat zum orthodoxen Glauben über und ließ sich auf den Namen Dmytrij taufen, worauf ihm Andrij das Land Luzk verlieh. Die Liubartas-Burg war seine Residenz. 1323 wehrte Liubartas eine Invasion des Territoriums um Luzk durch die Goldenen Horde ab, was ihm viele Freunde im orthodoxen Adel verschaffte. Nach Andrijs Tod um 1323 verlieh sein Nachfolger Bolesław Georg II. Liubartas das Land Wolodymyr.
Nachdem Bolesław 1340 vergiftet worden war, boten die Bojaren Liubartas den galizisch-wolhynischen Thron an. Liubartas und Bolesławs Schwager Kasimir III. von Polen fochten Liubartas Herrschaft an. Der Krieg zwischen dem Königreich Polen und Liubartas und seinen Brüdern dauerte 40 Jahre. Bis 1349 hatte Kasimir Galizien erobert. Nach dem Tod von Liubartas Frau im Jahr 1350 heiratete er Olga, eine Verwandte des Moskauer Großfürsten Simeon Iwanowitsch. 1353 griff Liubartas dreimal die von Polen besetzten Gebiete Halytsch und Lwiw an. Bis 1366 kontrollierte Kasimir ganz Wolhynien mit Ausnahme des Landes Luzk. In diesem Jahr wurde ein ewiger Frieden zwischen Liubartas und Kasimir geschlossen und ein Teil Westwolhyniens (Wolodymyr, Chełm und Bels) ging an Polen. Liubartas behielt Luzk und mehrere andere Gebiete.
Nach Kasimirs Tod im Jahr 1370 gelang es Liubartas und seinem Bruder Kęstutis nicht, Galizien zurückzuerobern, sie eroberten jedoch ganz Wolhynien zurück, das danach bis 1569 unter litauisch-ruthenischer Herrschaft blieb. Im Jahr 1382 kaufte Liubartas vom Königreich Ungarn die Ländereien Horodło, Kremenez, Lopatyn, Olesk und Przemyśl und fügte sie seinen Besitztümern hinzu. Im selben Jahr unterstützte Liubartas Kęstutis, der mit Władysław II. Jagiełło um den Thron des Großfürstentums Litauen kämpfte, indem er Truppen nach Trakai schickte.
Liubartas Nachfolger wurde kurzzeitig sein Sohn Fedor, der um 1387 gezwungen war, seine Ländereien an seinen Cousin Vytautas abzutreten.